# Rollergirls
Rollergirls (The Roller Girls) è una miniserie televisiva statunitense in 4 episodi trasmessi per la prima volta nel corso di una sola stagione nel 1978.
È una sitcom incentrata sulle vicende delle Pittsburgh Pitts, una squadra di Roller derby femminile gestita da Don Mitchell.

## Personaggi e interpreti
- Don Mitchell (4 episodi, 1978), interpretato da Terry Kiser.
È il direttore della squadra.
- Mongo Sue Lampert (4 episodi, 1978), interpretata da Rhonda Bates.
- J.B. Johnson (4 episodi, 1978), interpretata da Candy Ann Brown.
- Selma 'Books' Cassidy (4 episodi, 1978), interpretata da Joanna Cassidy.
- Honey Bee Novak (4 episodi, 1978), interpretata da Marcy Hanson.
- Shana 'Pipeline' Akira (4 episodi, 1978), interpretata da Marilyn Tokuda.
- Howie Devine (4 episodi, 1978), interpretato da James Murtaugh.
È lo speaker radiofonico che segue le gare.

## Produzione
La serie, ideata da James Komack, fu prodotta da The Komack Company.

### Sceneggiatori
Tra gli sceneggiatori della serie sono accreditati:
- Stan Cutler in un episodio (1978)
- James Komack in un episodio (1978)
- Neil Rosen in un episodio (1978)
- George Tricker in un episodio (1978)

## Distribuzione
La serie fu trasmessa negli Stati Uniti dal 24 aprile 1978 al 10 maggio 1978 sulla rete televisiva NBC. In Italia è stata trasmessa con il titolo Rollergirls.

## Episodi
| Stagione       | Episodi | Prima TV USA |
| -------------- | ------- | ------------ |
| Prima stagione | 4       | 1978         |